# Manduca vestalis
Manduca vestalis là một loài bướm đêm thuộc họ Sphingidae. Nó được tìm thấy ở Brasil to Venezuela và probably tây bắc Bolivia.
Con trưởng thành bay vào tháng 11.